# Андреа Бонайути
Андреа Бонайу́ти (итал. Andrea Bonaiuti), в европейских языках чаще Бонайу́то (Bonaiuto), иногда Андреа Флорентийский (итал. Andrea da Firenze; перв. упом. ок. 1343 — 1379) — итальянский художник.
Андреа Бонайути принадлежит к крупным итальянским художникам середины XIV века, однако его имя на несколько столетий было предано забвению и возвращено из небытия лишь благодаря исследователям XIX века.

## Биография

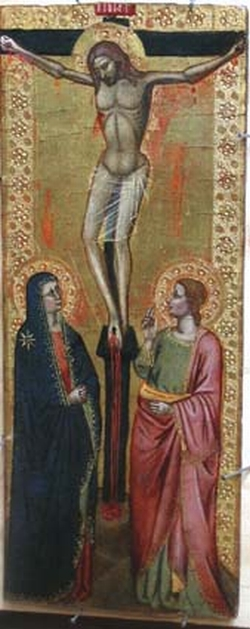
Распятие. 1350-60. Ранее в Галерее Матизен, Лондон

Точных документов о датах его рождении и смерти не сохранилось. Вероятно, Андреа родился и вырос во Флоренции, о чём свидетельствует его прозвище «да Фиренце» (то есть флорентиец), которое иногда фигурирует в сохранившихся архивных записях. Ранний период его творческого развития не имеет документального освещения, исследователи считают, что художник формировался в кругу последователей Джотто — Мазо ди Банко и братьев ди Чоне (возможно он работал в мастерской Нардо ди Чоне). Во всяком случае, в самых ранних из приписываемых художнику работ — «Св. Пётр-мученик» (Музей Бигалло, Флоренция), небольшой триптих «Мадонна с младенцем, святыми и ангелами» (центральная панель в Государственном музее искусств, Копенгаген, боковые створки — «Рождество Христово» и «Распятие» в Музее изящных искусств, Хьюстон), «Распятие» (ранее — в Галерее Маттизен, Лондон), видно влияние этих художников.
Первый документ с именем Андреа датирован январём 1346 года — это список цеха флорентийских врачей и аптекарей Арте деи Медичи э дельи Специали, куда входили и художники. Благодаря этой записи учёные смогли вычислить приблизительную дату рождения мастера — около 1325 года. Известно также, что с 1351 по 1376 год он жил во Флоренции в районе, относящемся к приходу церкви Санта-Мария-Новелла. В 1355 году художник покинул Флоренцию и около десяти лет жил и работал в Пизе. К 1360-м годам Андреа, вероятно, уже имел репутацию известного мастера, поскольку документы этих лет свидетельствуют о крупных проектах, в которых ему было доверено участие: роспись зала капитула церкви Санта Мария Новелла, заказанная ему доминиканцами в 1365 году, и, вероятно как следствие этих работ, участие в составе комиссии по строительству Флорентийского собора (с 13 июля 1366 по 31 мая 1367 года).
1360-е годы были для художника пиком его карьеры, поскольку именно в этот период он создал своё самое прославленное произведение — фрески в церкви Санта-Мария-Новелла.

## Фрески Испанской капеллы церкви Санта-Мария-Новелла

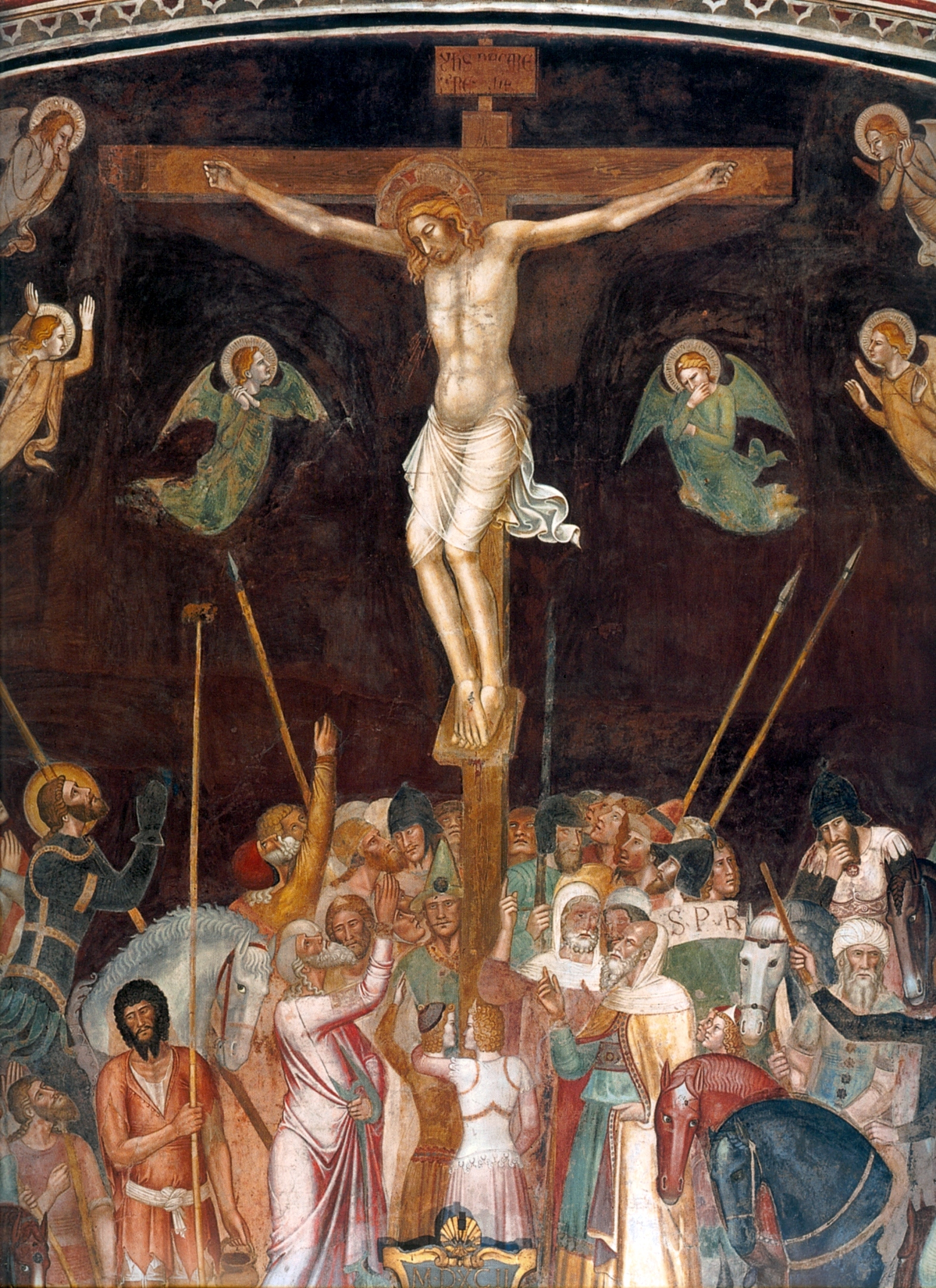
Распятие.

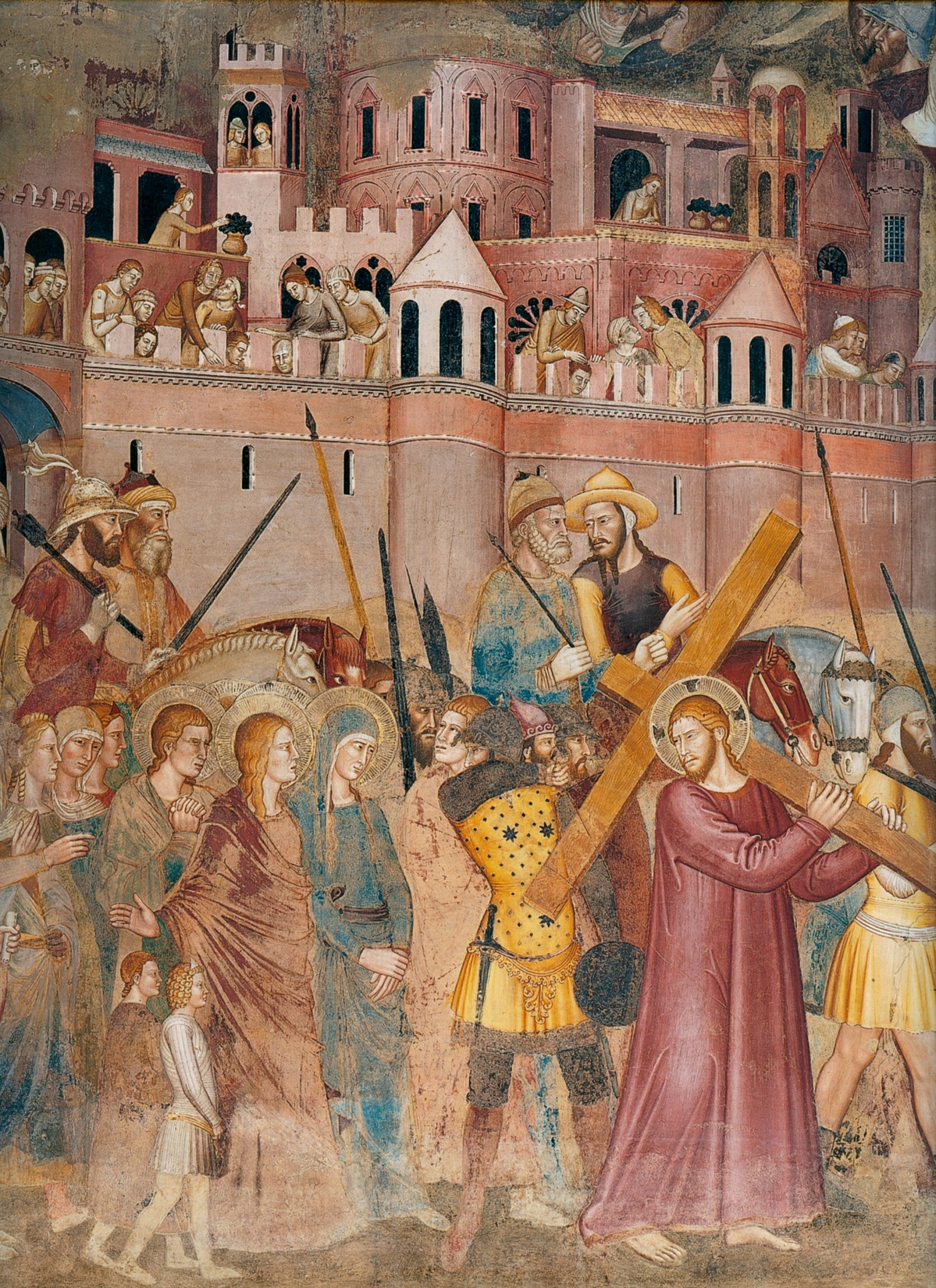
Путь на Голгофу, деталь.

Это самое крупное и самое выдающееся произведение Андреа Бонайути. Вазари в 1568 году приписывал создание этих фресок Таддео Гадди и Симоне Мартини. В дальнейшем учёные считали, что их автором был Андреа Орканья, пока в 1916 году итальянский исследователь Инноченцо Тауризано не опубликовал текст договора, обнаруженный в архиве.
Испанская капелла была построена в 1350 году при главной доминиканской святыне — церкви Санта-Мария-Новелла во Флоренции, и изначально задумывалась как зал капитула. Автором проекта считается фра Якопо ди Таленто, а покровительствовал строительству флорентийский купец Мико (Буонамико) де Гвидалотти, который с 1346 года приобрёл известность после ряда пожертвований в пользу доминиканского монастыря. Из записей Фра Цзаноби де Гуаскони, настоятеля монастыря с 1362 по 1365 год, известно, что на постройку зала капитула и всей капеллы потребовалось 700 флоринов. Из этой суммы 500 заплатил Мико, а ещё 200 его брат Бранка (ум. 1341). Мико скончался 4 сентября 1355 года и был похоронен доминиканцами перед алтарём в зале капитула. Незадолго до этого, 9 августа 1355 года он составил завещание, согласно которому этот почтенный гражданин Флоренции выделял на роспись капеллы 325 флоринов. Исполнителями своей воли он назначил Фра Джакопо Пассаванти, известного учёного-теолога, публициста и проповедника, который продумал живописную программу росписей, а также своего брата Доменико, жену Фьондину и некоего Наддо ди Андреа ди Гинацци. «Испанской капеллой» зал доминиканского капитула стал называться только в 1566 году, после того, как герцог Козимо I женился на испанке Элеоноре Толедской, и доминиканцы выделили это помещение для совершения богослужений испанской общине. Реставрационные работы проводились в капелле в XVIII веке, а также с 1960 по 1966 год и с 1994 по 1995 год. Однако в новом тысячелетии, в 2000—2001 годах там вновь работали реставраторы.
К январю 1366 года, когда Андреа Бонайути приступил к росписи капеллы, Фра Джакопо Пассаванти уже не было в живых, главным распорядителем завещания стал Фра Цзаноби де Гуаскони. 30 декабря 1365 года он заключил контракт с Андреа, по условиям которого художник должен был закончить роспись капеллы в течение двух лет. Для этого ему предоставлялся дом неподалёку от монастыря, а также солидный гонорар. Работы были завершены до наступления 1368 года.
Единый монументальный ансамбль охватывает все стены и свод зала и содержит исторические сюжеты и аллегории. Идейной основой программы послужили письменные труды Фра Джакопо Пассаванти, в особенности его сочинение «Зерцало истинного покаяния». Эта программа была впервые расшифрована французским медиевистом Эмилем Малем в 1886 году, подтверждена и уточнена в 1907 году Л. Вентури.
Своды зала покрыты композициями «Троица», «Воскресение Христово», «Вознесение» и свободным переложением так называемой «Навичеллы», знаменитой мозаики Джотто в атриуме собора Святого Петра: Христос спасает застигнутый бурей корабль апостолов и тонущего Петра — образ, который с раннехристианских времён считался символом миссии церкви, спасающей всё человечество.
На северной стене капеллы, где расположена архитектурная ниша, Андреа изобразил три сюжета из страстного цикла: «Путь на Голгофу», «Распятие» и «Сошествие во ад», причём первая и последняя сцены занимают правый и левый простенки ниши. Учёные отмечают, что изображённая в верхней части стены сцена «Распятия» не имела прецедента во флорентийской живописи, до появления Андреа Бонайути. В ней усматривают влияние сиенской живописной традиции, «Распятия» из Нижней церкви Сан-Франческо в Ассизи, и сцены Распятия, созданной Липпо Мемми в Сан Джиминьяно.

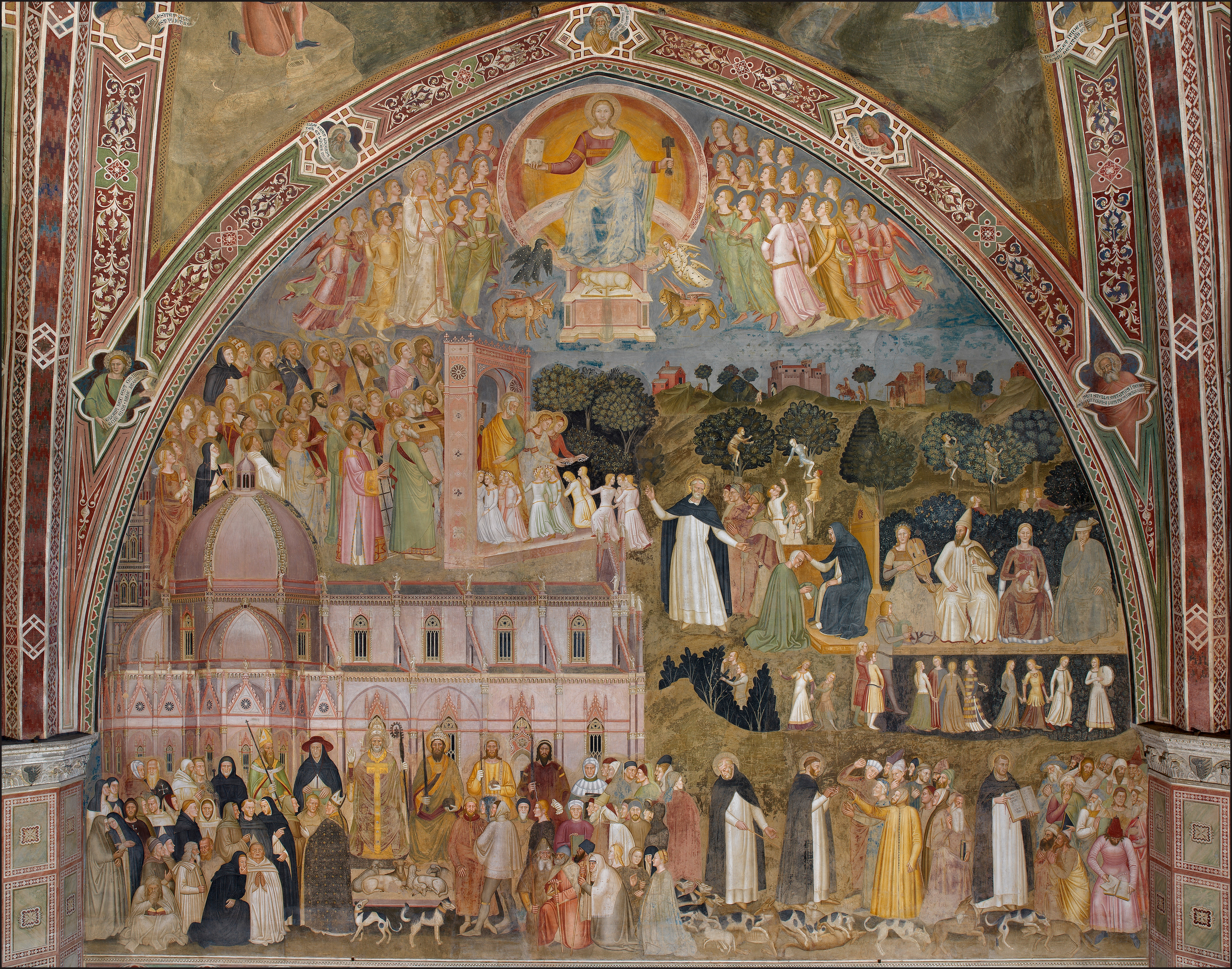
Триумф церкви

Композиция на восточной стене ансамбля в течение многих лет имела самые разные названия. Вазари (1568) полагал, что это «Орден святого Доминика». Итальянская исследовательница Серена Романо (1976) назвала её «Мистическим телом церкви». Существуют и иные названия этой большой фрески. В русскоязычной литературе её часто именуют «Триумф церкви». В композиционном отношении она подобна «Триумфу смерти», написанной Буффальмакко в пизанском Кампосанто: несколько разных сюжетов свободно объединены в одну большую живописную конструкцию.
Согласно идейному замыслу, церковь и её институты воплощают истинный путь к святости, при этом особое внимание уделяется ордену Святого Доминика. В левой части изображено здание церкви, прообразом которой был Флорентийский собор (в его создании Андреа Бонайути в 1366—1367 годах принимал личное участие). Интересно, что к тому времени купол собора ещё не был построен, однако на фреске художник изобразил его уже с куполом. Перед зданием собора на троне восседают папа, кардинал и епископ, а также император, король и граф, с одной стороны символизируя единство церковной и светской власти, с другой подчёркивая первенство церкви. Ниже них располагаются банкир, торговец, учёный, художник, женщина и представители более низких слоев общества. Сцена выражает представления доминиканцев об общественном устройстве. Все размещённые перед зрителем фигуры имеют конкретные исторические прототипы (Луттрель, 1972; Оффнер-Штайнвег, 1979). Принято считать, что фигура папы — это Урбан V (хотя С. Романо, 1976, считает, что это Иннокентий VI), а фигура императора — Карл IV. Среди других исторических личностей называют Жиля де Альборно (в виде кардинала), Пьера де Лузиньяна или Петра I Кипрского (в виде короля), Амадея VI Савойского (в виде графа). У подножия папского трона изображены овцы — намёк на паству и миссию пастыря. Перед ними чёрно-белые собаки, стерегущие стадо. Они являются символом доминиканского ордена — «domini canes» — то есть «Божьи псы», защищающие паству от опасности. Причём, один пёс обращен в сторону духовенства, другой в сторону светских властей — свидетельство той роли, на которую претендовал Доминиканский орден. Стая собак, направляемая св. Домиником, символизирует спасение орденом заблудших душ и уничтожение волков — еретиков и лжепророков. Далее вправо изображён св. Пётр-Мученик, перечисляющий на пальцах ошибки и заблуждения двенадцати лжеапостолов, которые специально изображены над волками. Далее стоит Фома Аквинский, раскрывший перед группой персонажей книгу «Сумма против язычников».

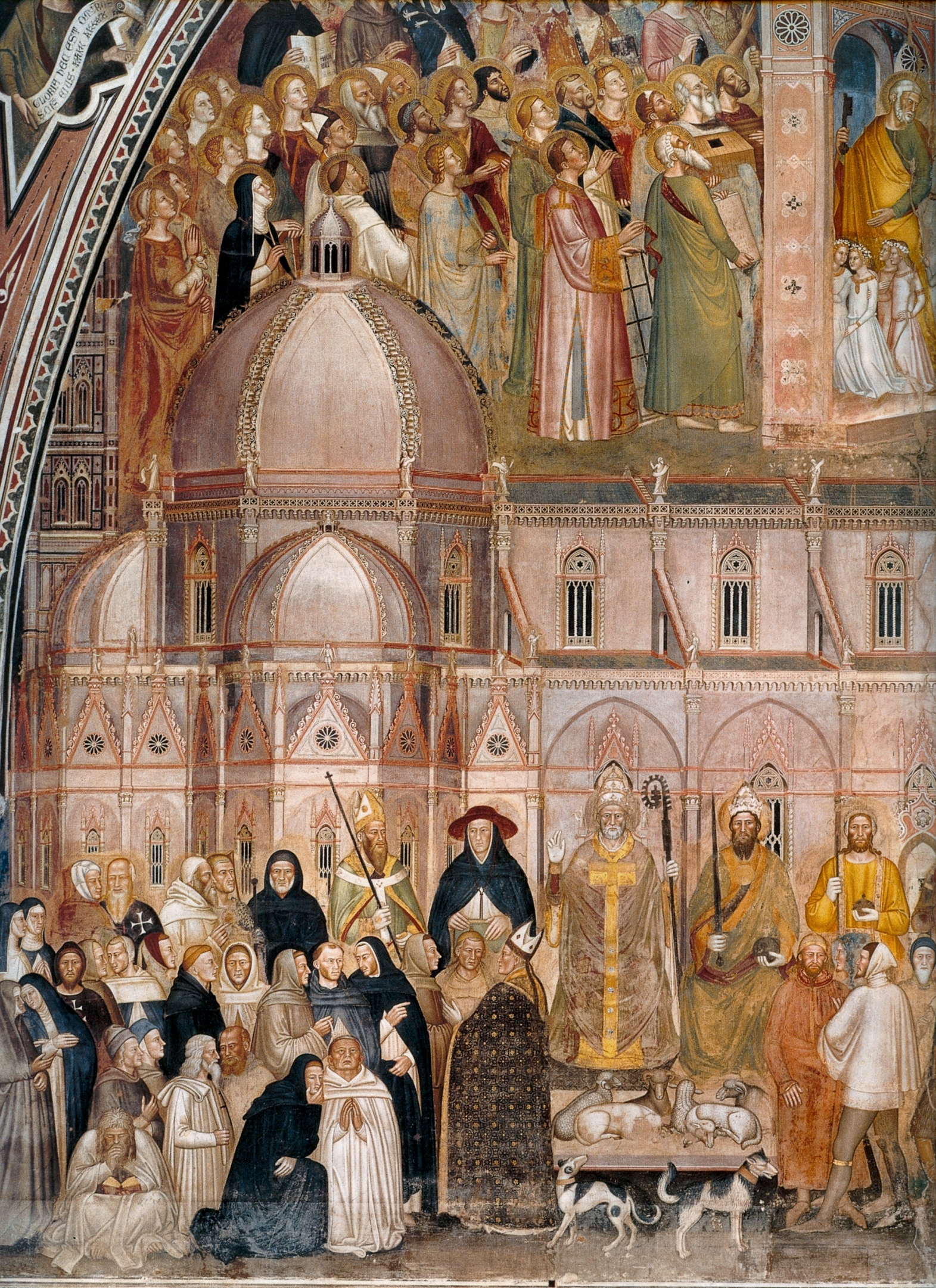
Триумф церкви, левая часть.
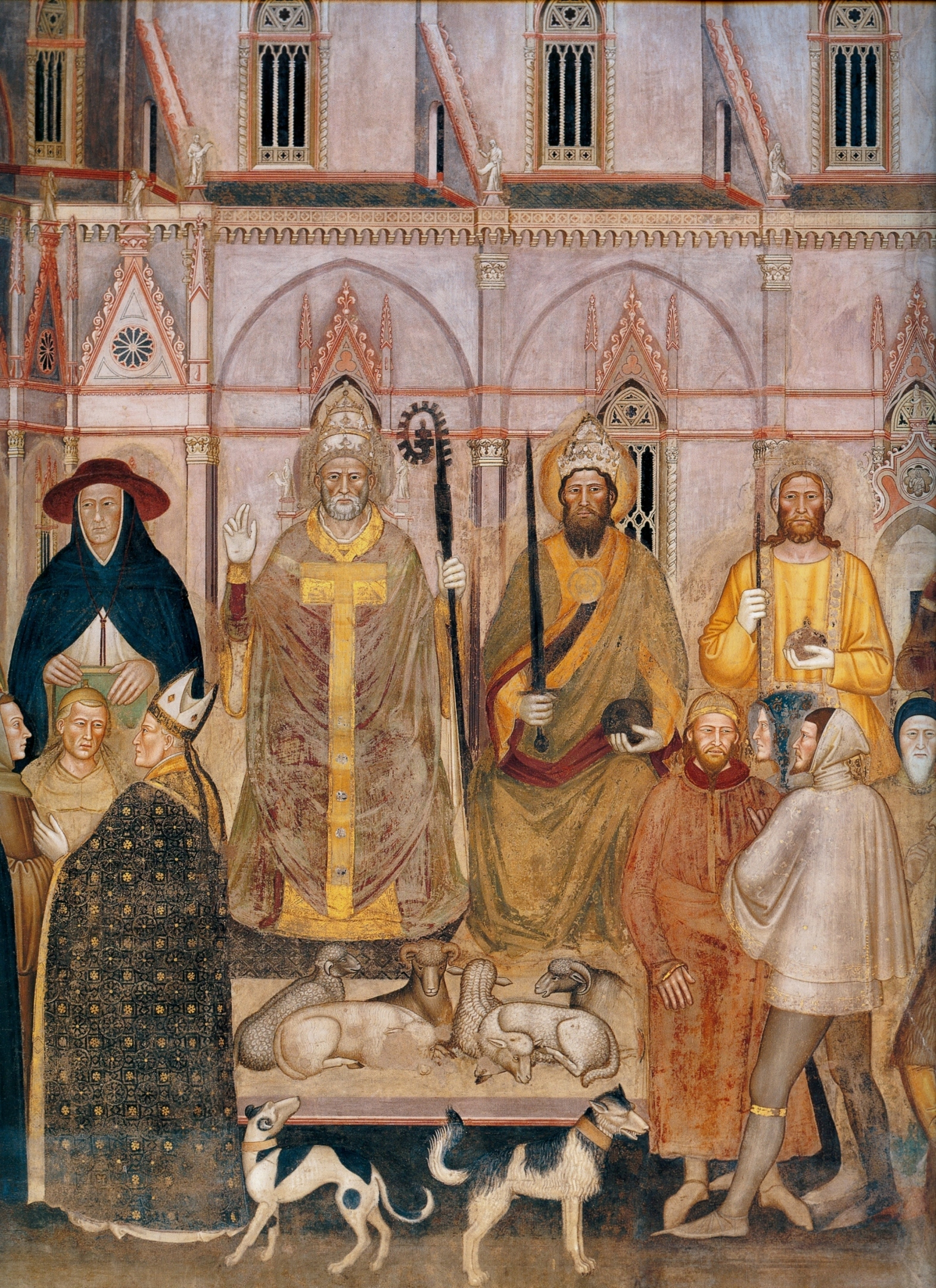
Триумф церкви, деталь.
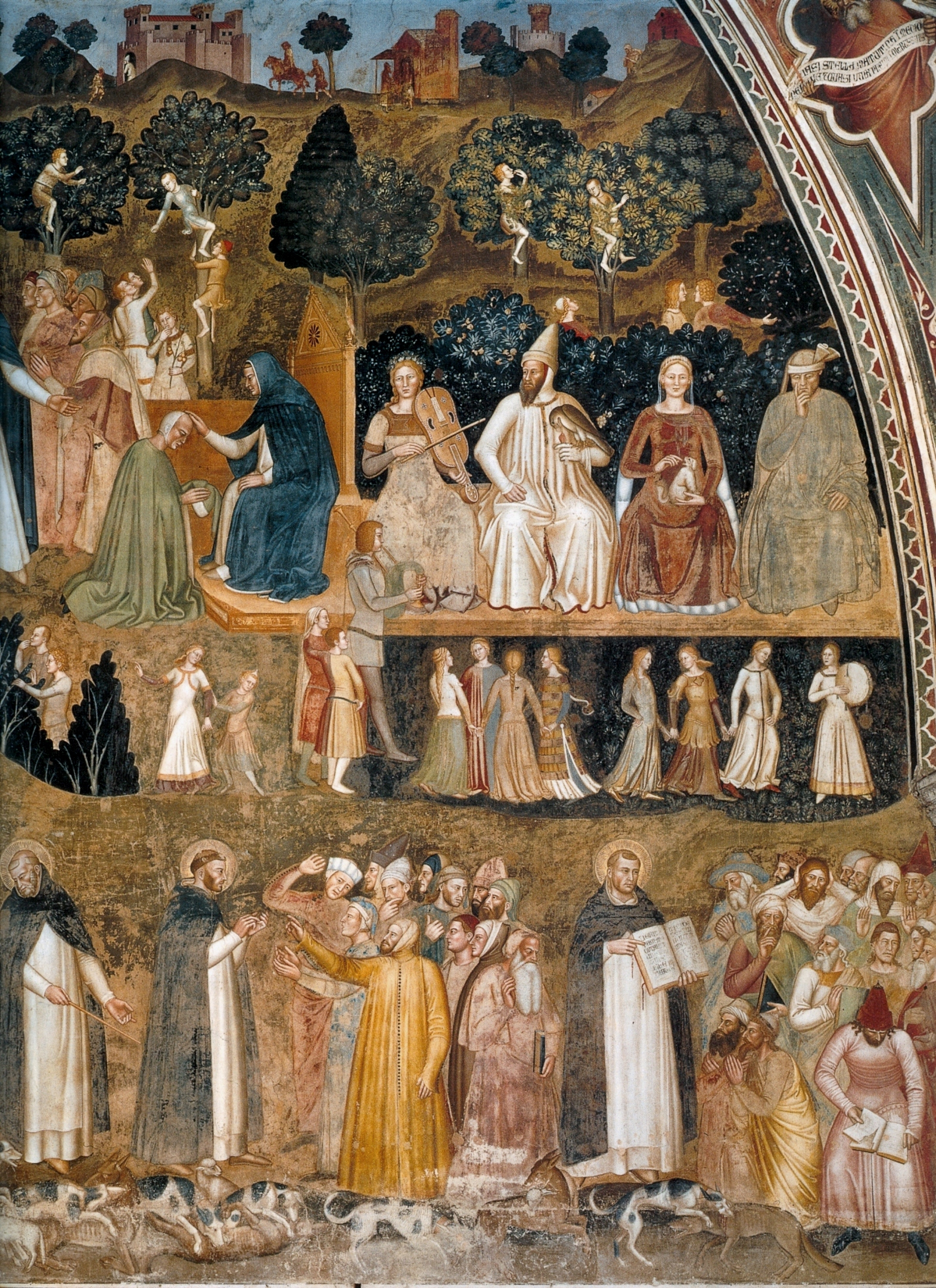
Триумф церкви, правая часть.
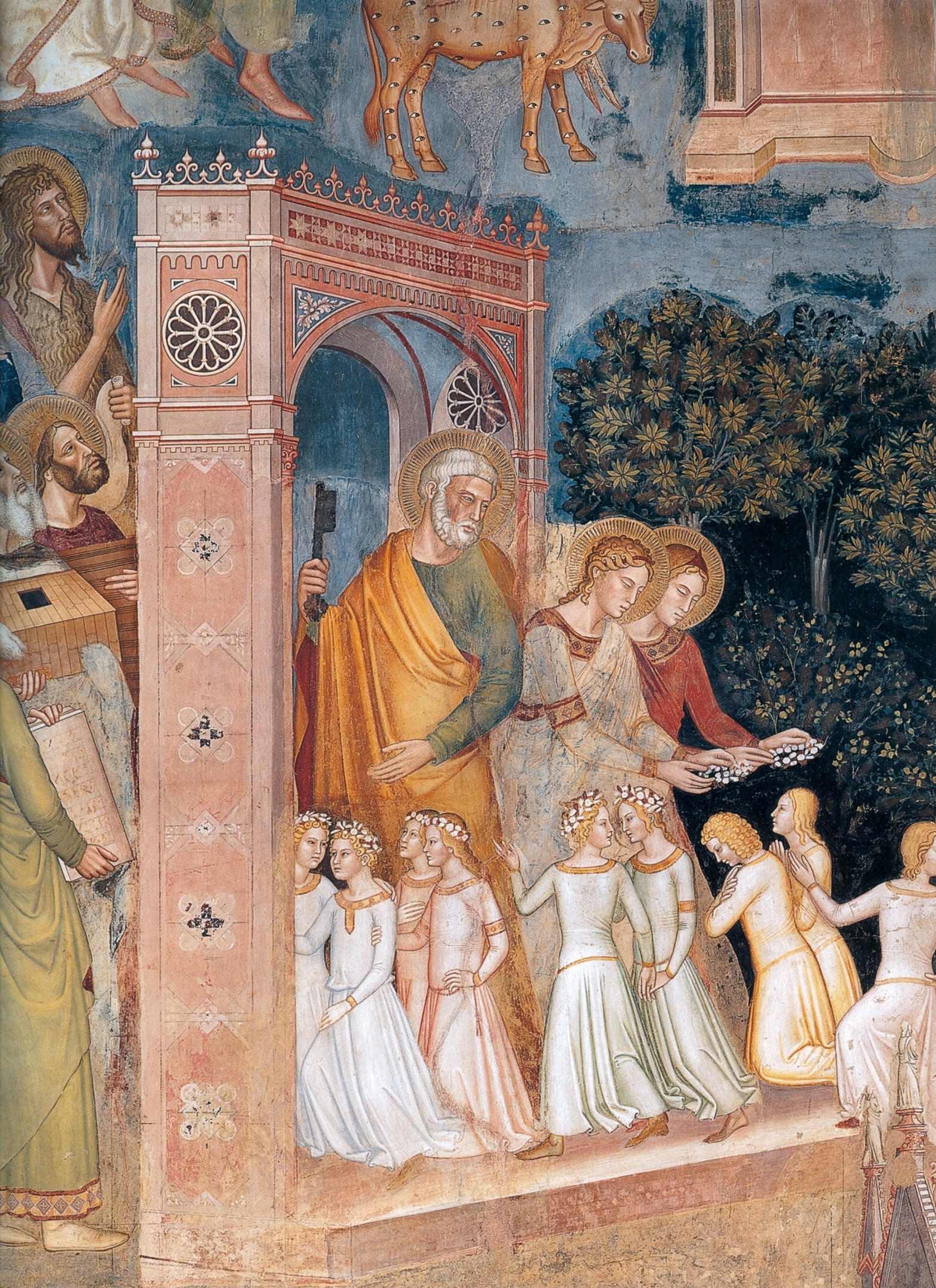
Триумф церкви, деталь: св. Пётр у врат Рая.

Чуть выше в центре фрески изображён монах, отпускающий грехи коленопреклонённому человеку. Справа от него находится сцена, не имеющая однозначной интерпретации: изображена панорама цветущих садов. Карабкающиеся на деревья и поедающие вкусные плоды дети символизируют очищение от грехов, а играющие на музыкальных инструментах и танцующие девушки, вероятно, воплощают семь смертных грехов. Самой сложной для интерпретации оказалась композиция из четырёх сидящих возле живой изгороди фигур. Вазари (1568) ассоциировал с ними мирские удовольствия и пристрастия, и большинство современных исследователей придерживаются этой точки зрения. Джозеф Польцер (1995) усматривает в этих персонажах четыре возраста человеческой жизни, а Маргарете Дик (1997) считает их персонификацией внутренних греховных помыслов, по мнению идеолога росписей Фра Джакопо Пассаванти, мешающих людям прийти на исповедь и покаяться — это Ложный стыд, Ложный страх, Чрезмерное упование на Милость божию и Отчаяние. Слева от сцены покаяния св. Доминик указывает мужам и жёнам верный путь к Райским вратам. У врат Небесной обители стоит св. Пётр, принимающий толпы праведников. За Райскими вратами виднеются тесные ряды многочисленных святых. Лики их устремлены не на входящих, а высоко в небо, где изображён Христос во славе, окружённый поющими и танцующими ангелами. Среди них можно видеть Мадонну, которая значительно отличается размерами. Шкала тщательно продуманных размеров персонажей, каждый из которых должен соответствовать занимаемому статусу, является важной составляющей средневековой иконографии.

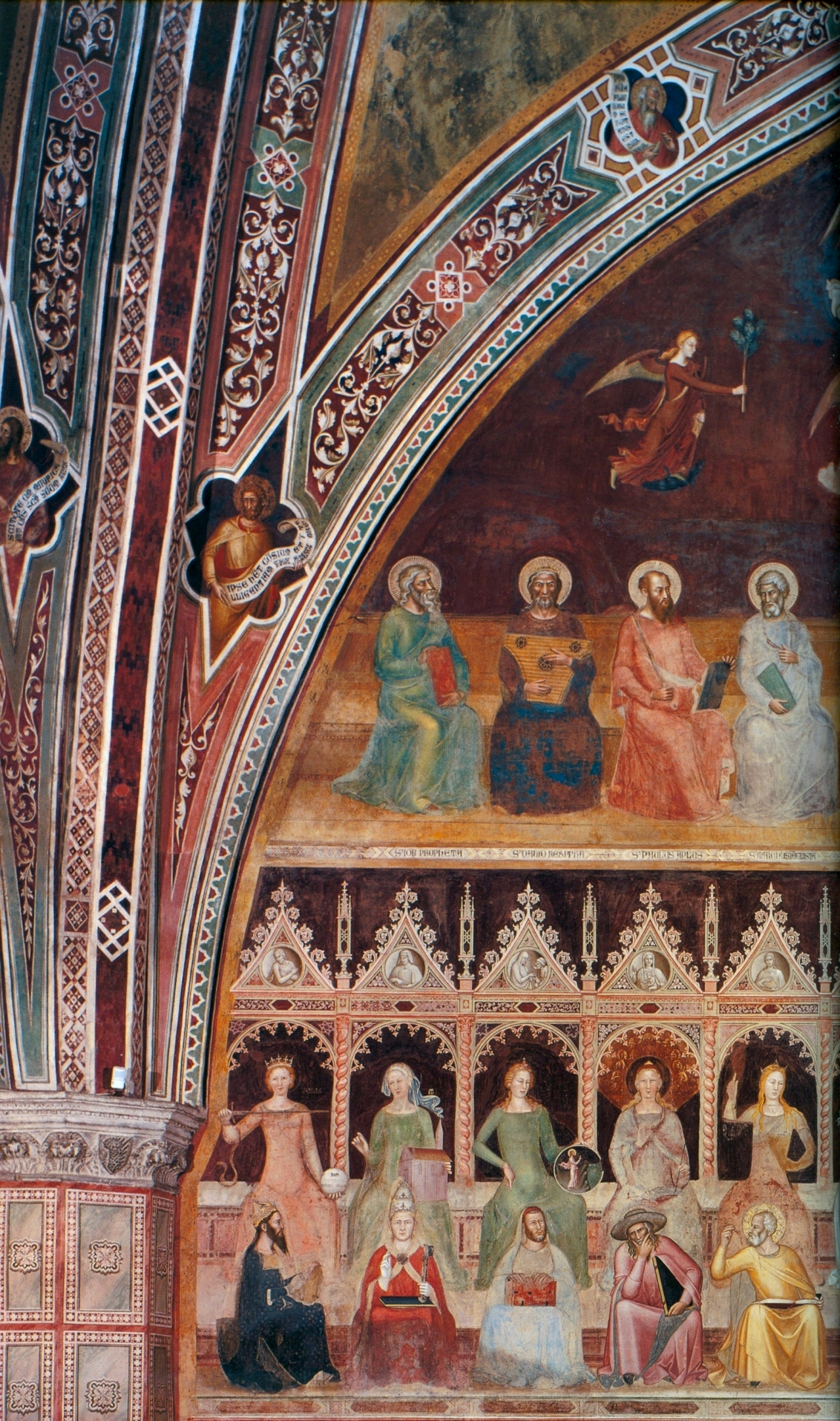
Апофеоз св. Фомы, левая часть.
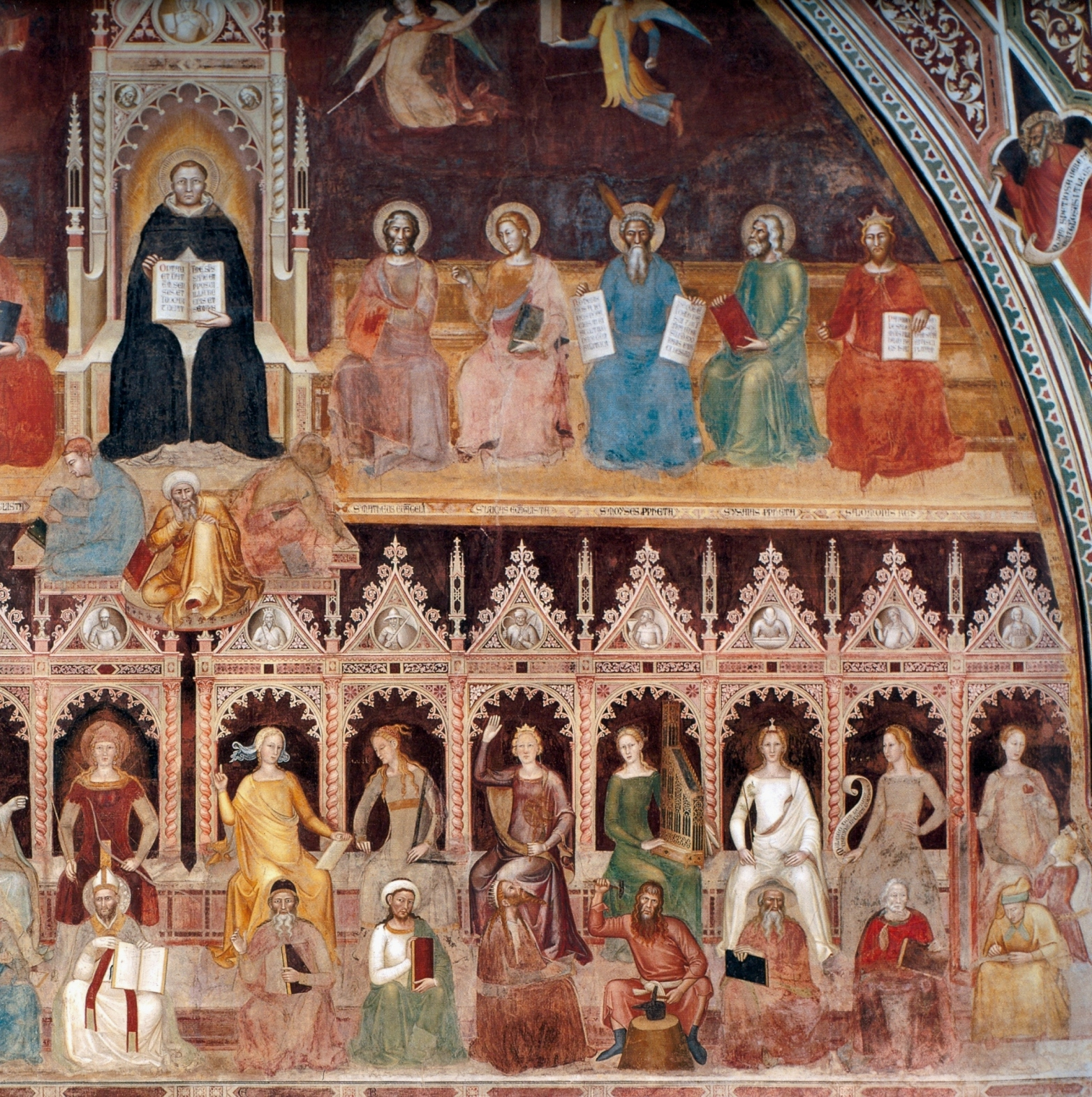
Апофеоз св. Фомы, правая часть.
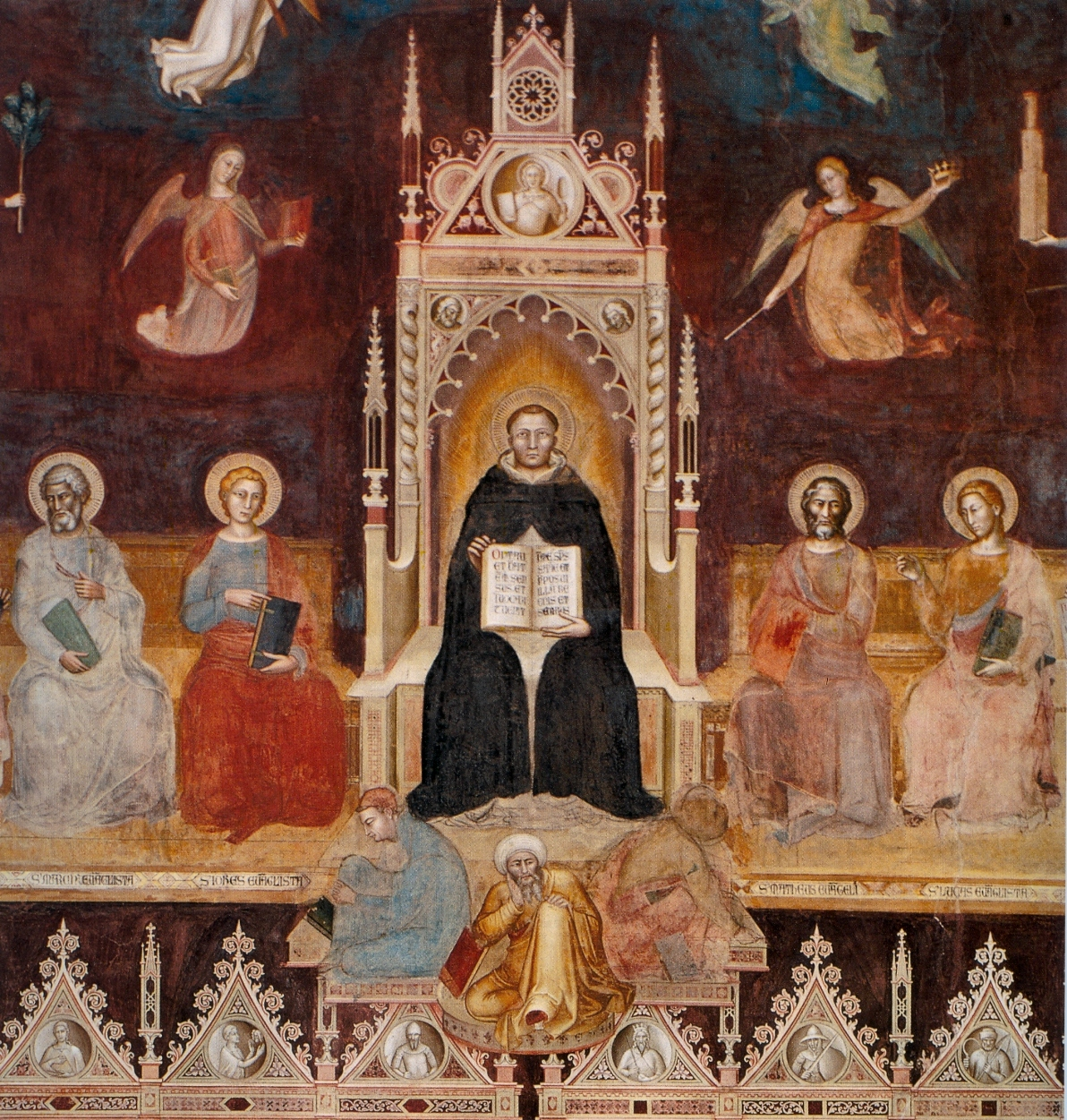
Андреа Бонайути. Апофеоз св. Фомы, деталь.
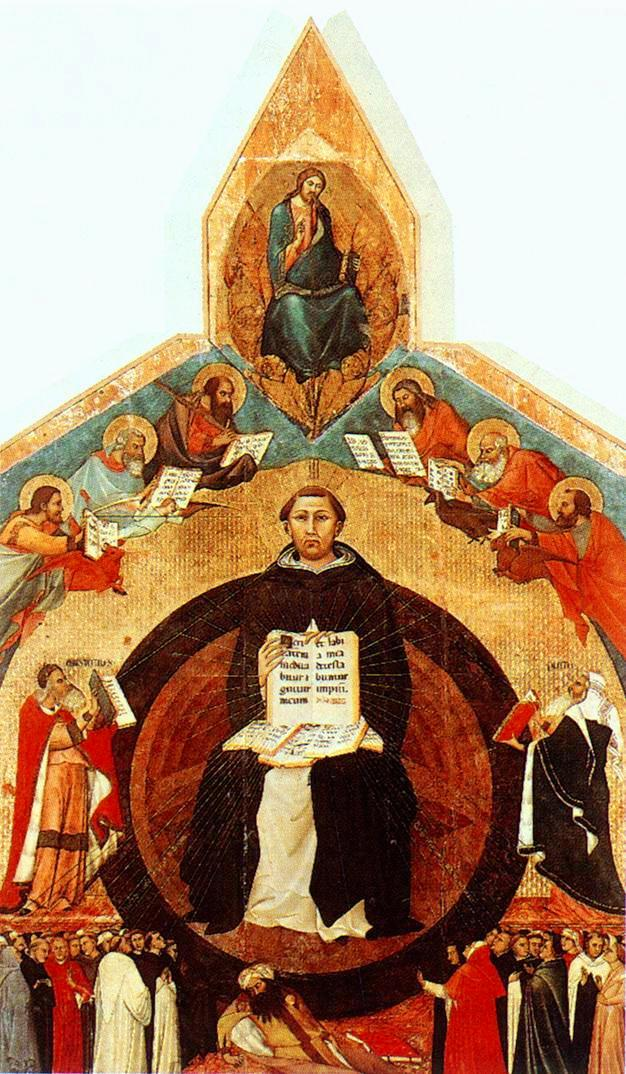
Липпо Мемми. Триумф св. Фомы.

На противоположной стене находится фреска с изображением «Апофеоза Фомы Аквинского». Её композиция отличается некоторым схематизмом и симметричностью построения. В центре в верхней части картины на троне восседает Святой Фома в мандорле; он держит раскрытую книгу, на страницах которой написано изречение из «Книги премудрости Соломона». Выражение лица святого и разворот его фигуры обнаруживают сильное влияние фрески из церкви Сан-Франческо в Ассизи, и перекликаются с известным «Триумфом св. Фомы», созданным Липпо Мемми. У его ног можно видеть трёх поверженных светом его учения еретиков — это Сабеллиус, Аверроэс и Арий — фигуры их ничтожны в сравнении с фигурой св. Фомы. Вокруг роскошного готического трона парят семь главных добродетелей, а по сторонам от Фомы расположились пророки — Иов, Давид, Моисей, Исайя, Соломон, апостол Павел, и четыре евангелиста Марк, Иоанн, Матфей и Лука.

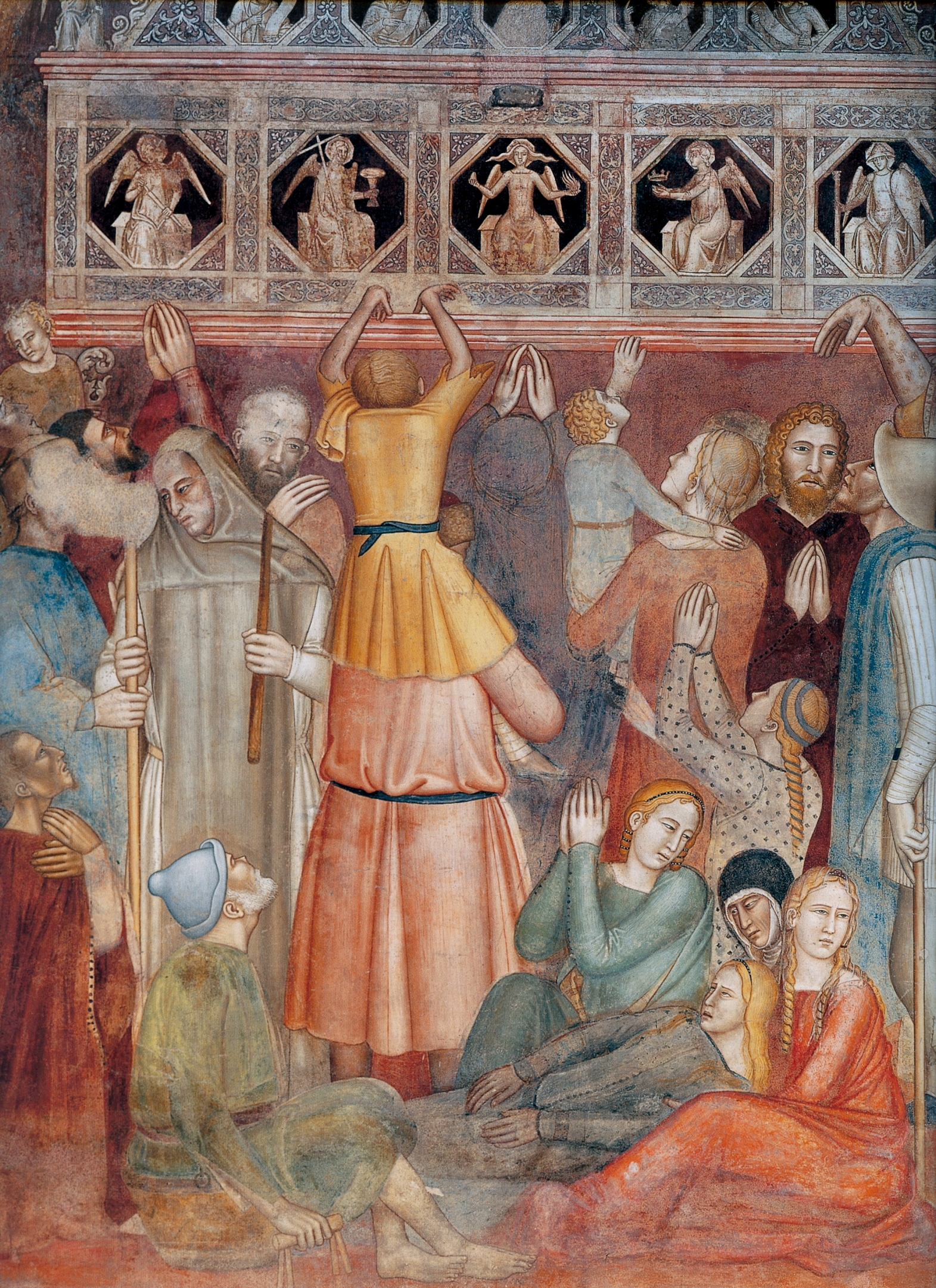
Сцены из жизни св. Петра-мученика. Пилигримы, ищущие исцеления у могилы св. Петра.

В нижней части фрески изображены четырнадцать тронов, разделённых посередине узким промежутком. Справа восседают аллегории Свободных искусств: Грамматика, Риторика, Диалектика, Музыка, Астрономия, Геометрия, Арифметика, под которыми располагаются соответствующие античные и библейские представители каждой науки: Присциан, Цицерон, Зенон, Тубалкаин, Птолемей, Эвклид, Пифагор. Каждому трону соответствует одна из семи планет. Символика женских фигур с левой стороны затруднена тем, что подписи под ними давно стёрлись. Вазари (1568) утверждал, что они олицетворяют семь теологических дисциплин. Шлоссер (1896) полагал, что они символизируют Гражданское право, Каноническое право, Физику и теологические науки, представленные Историей, Догматикой, Этикой и Мистикой. Современные исследователи в целом согласны с такой интерпретацией; выдающиеся представители каждой дисциплины, изображённые ниже — это соответственно Император Юстиниан, папа Иннокентий IV, Гиппократ, св. Иероним, св. Дионисий Ареопагит, Иоанн Златоуст и св. Августин.
Южная стена, где располагается главный вход, покрыта фресками со сценами из жизни св. Петра-мученика. Часть этих фресок была переписана предположительно в 1592 году. Особый акцент здесь делается на чудеса, совершаемые св. Петром уже после мученической кончины, в частности на простенке между окнами изображено как пилигримы ищут у его могилы исцеления и утешения. Присутствие в росписях св. Петра-мученика учёные считают следствием желания доминиканцев придать более весомую значимость внешней деятельности их ордена, в то время как присутствие св. Фомы должно выражать внутреннее, идейное кредо этой организации.
В построении сюжетов и их компоновке Андреа Бонайути пользовался рецептами предшествовавших и современных ему мастеров. Кроме того, что он ориентировался на росписи Буффальмакко в пизанским Кампосанто, художник опирался на росписи Джотто в Ассизи и произведения братьев Лоренцетти; манера построения образов и фигур напоминает о работах Аньоло Гадди и Джованни да Милано, который приблизительно в это же время (1365) расписывал капеллу Ринуччини в церкви Санта-Кроче. Фрескам Бонайути присущ спокойный повествовательный тон, лишённый излишней экспрессии и драматизма даже при изображении трагических сюжетов, таких, как «Распятие». Исследователи также говорят о некоторой сухости исполнения, об ограниченной палитре жестов, поз и мимики персонажей, чьи лица подчас выглядят застывшими и лишёнными эмоций. Большим контрастом к этим недостаткам является экстравагантное и щедрое на детали изображение одежд, причёсок и головных уборов. Колорит росписей выдаёт особое пристрастие живописца к ярким цветовым эффектам.

## Станковые работы и позднее творчество
Все станковые работы, атрибутированные Андреа Бонайути, не имеют ни его подписей, ни даты создания, ни подтверждения их принадлежности в каких-либо архивных документах.
После смерти Орканьи, последовавшей в 1368 году, Андреа стал ведущим флорентийским мастером. Этому периоду приписывают некоторые станковые работы, атрибуция которых основана на стилистическом анализе: полиптих «Мадонна с младенцем и святыми» из флорентийской церкви Санта-Мария-дель-Кармине (1360—1362), диптих «Св. Агнесса и св. Домицилла», который стилистически близок полиптиху из Санта-Мария-дель-Кармине (каждая створка 66 см х 28 см; 1365—1370, Галерея Академии, Флоренция), небольшой алтарь «Мадонна с младенцем и десять святых» (27,6 см х 109 см; 1360—1370; Национальная Галерея, Лондон) — довольно редкое произведение, в котором художник изобразил святых Марка, Петра-мученика, Фому Аквинского, Доминика, Иоанна Богослова, Григория, Екатерину Александрийскую, Магдалину и св. Епископа (возможно, это Томас Бекет, то есть Фома Кентерберийский). К более позднему периоду, 1370—1377 годам относится небольшое «Распятие» из Пинакотеки Ватикана (32,5 см х 22,5 см), которое, по мнению экспертов, инспирировано работой Джотто для церкви Сан-Франческо в Римини.

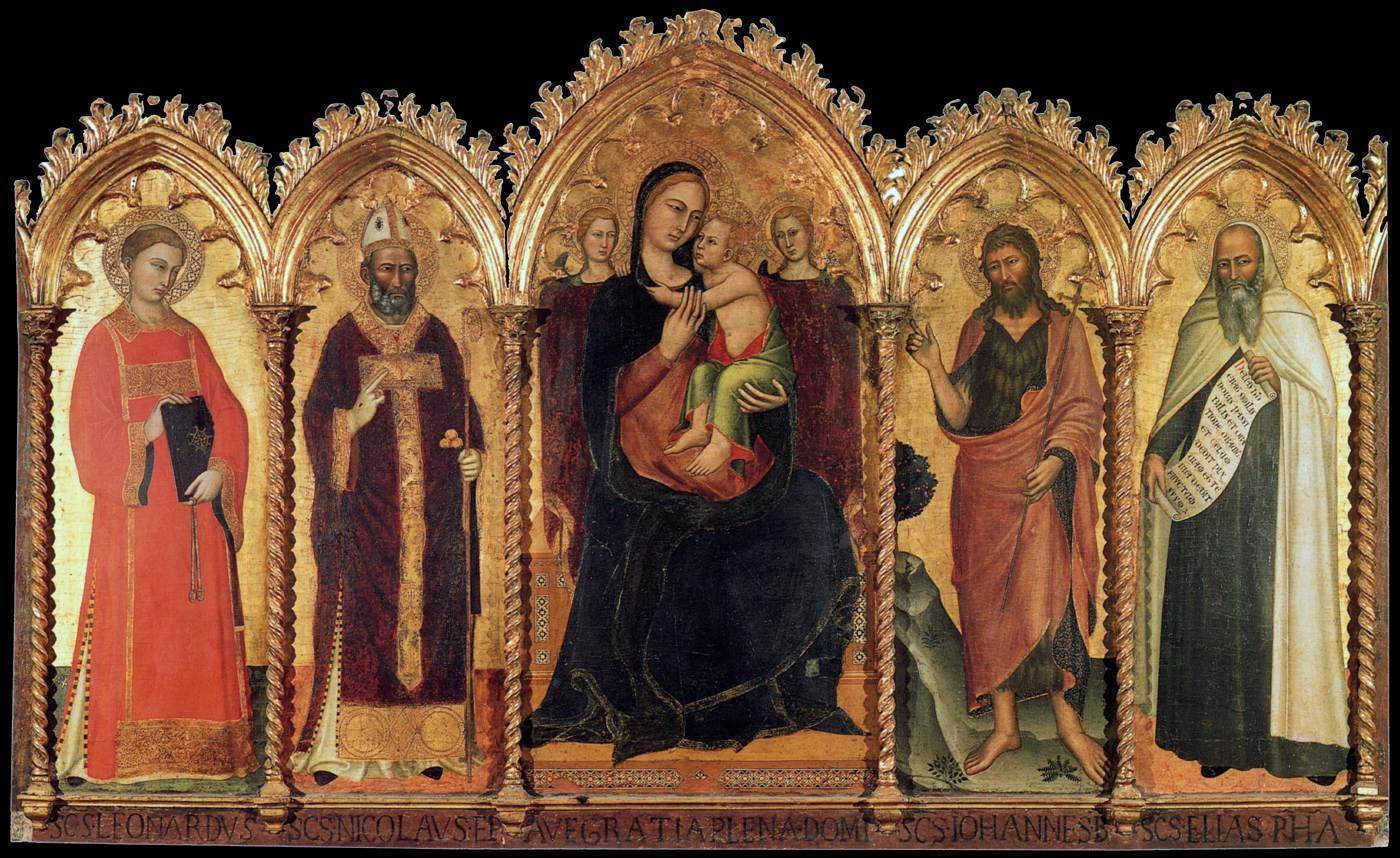
Мадонна с младенцем и святыми. 1360-1362. Церковь Санта Мария дель Кармине, Флоренция.
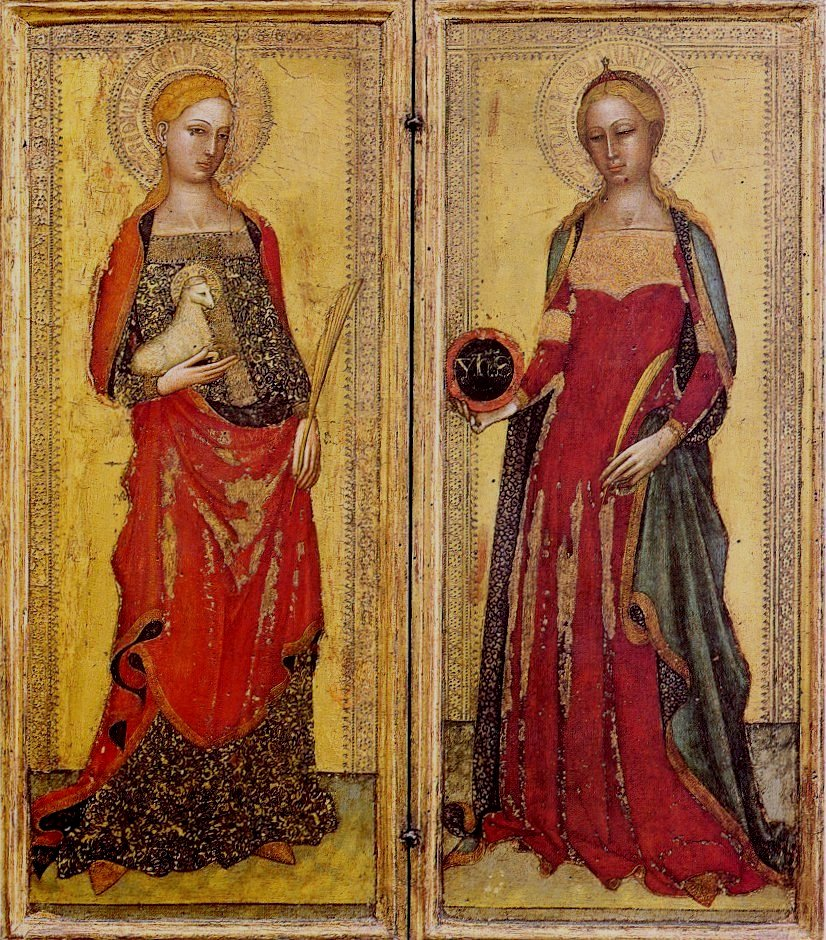
Диптих «Св. Агнесса и св. Домицилла» 1365-1370. Галерея Академии, Флоренция.
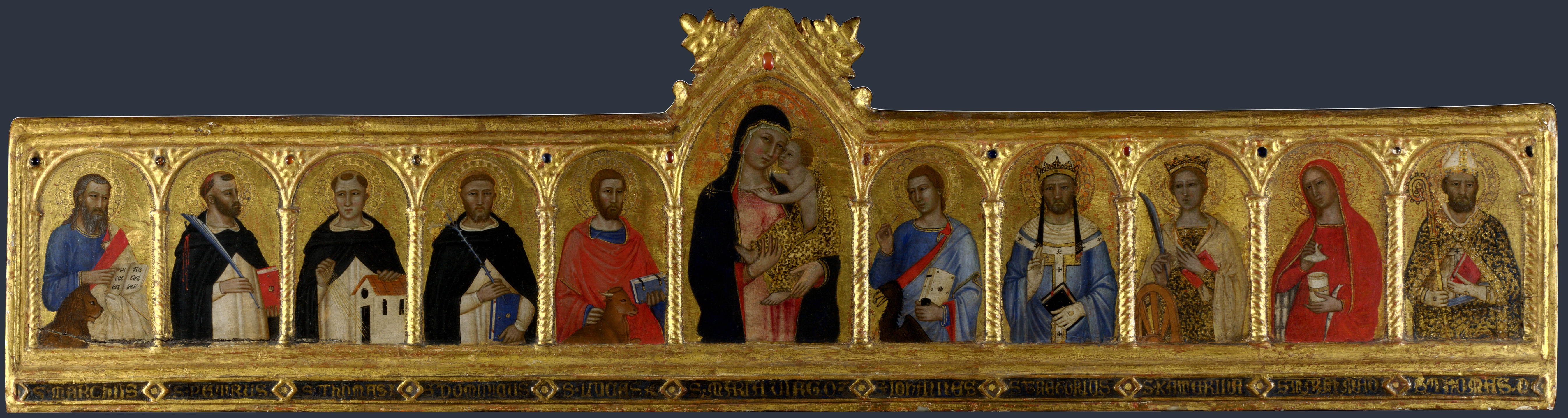
Богоматерь с младенцем и десятью святыми. 1360-1370. Национальная галерея, Лондон.
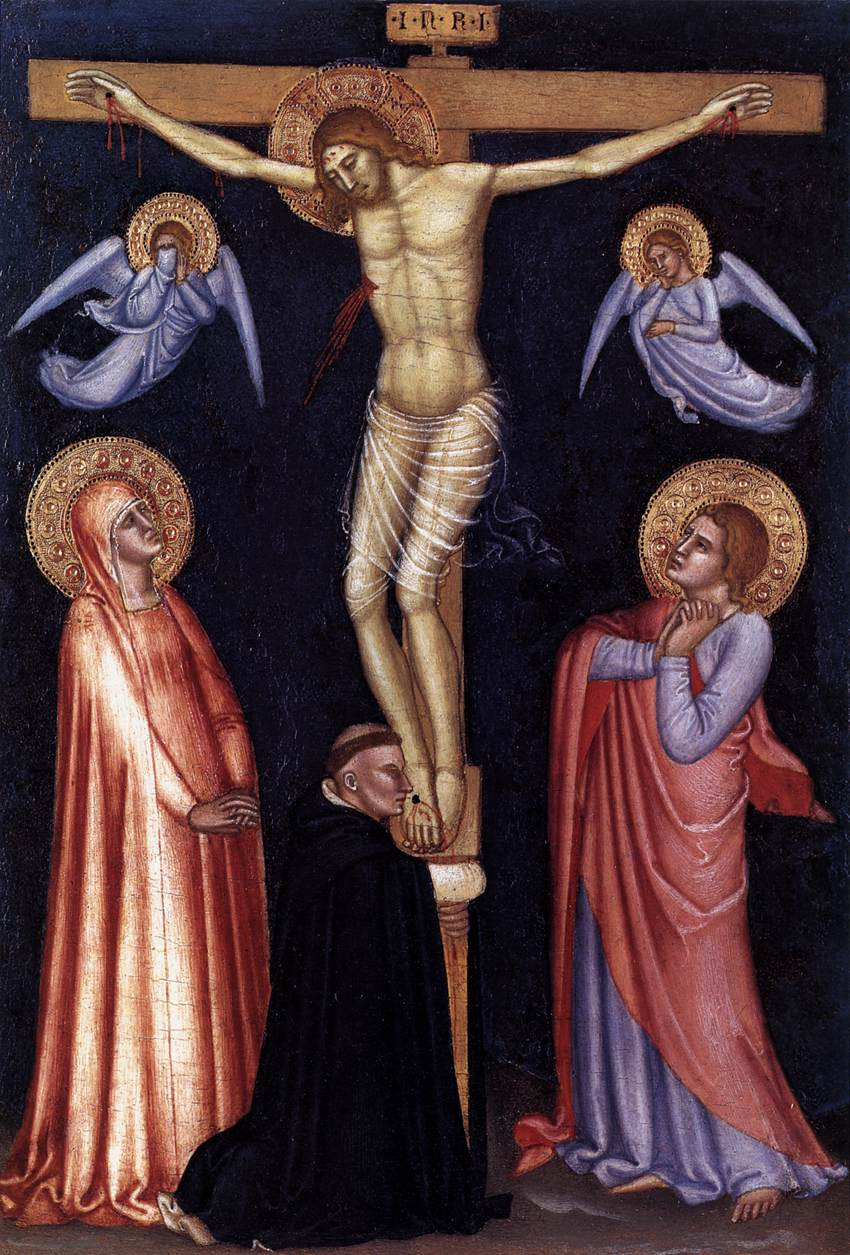
Распятие. 1370-1377. Ватикан, Пинакотека.

После Флоренции Андреа некоторое время жил и работал в Орвието, но вскоре вновь возвратился во Флоренцию, где написал большой образ Св. Луки для госпиталя Санта Мария Нуова (1374). В 1376 году художник отправился в Пизу для исполнения заказа на роспись алтаря, но задержался там надолго, получив контракт на фрески в пизанском Кампосанто. Цикл фресок был заказан местным богатым дворянином, синьором Пьетро Гамбакорти, который из соображений престижа пригласил известного художника-флорентийца. Живописная программа была посвящена житию св. Райнерия, покровителя Пизы, жившего в XII веке купца, который порвал со своим ремеслом, ради того, чтобы отправиться в Святую Землю и стать там христианским отшельником. Андреа написал три большие фрески:

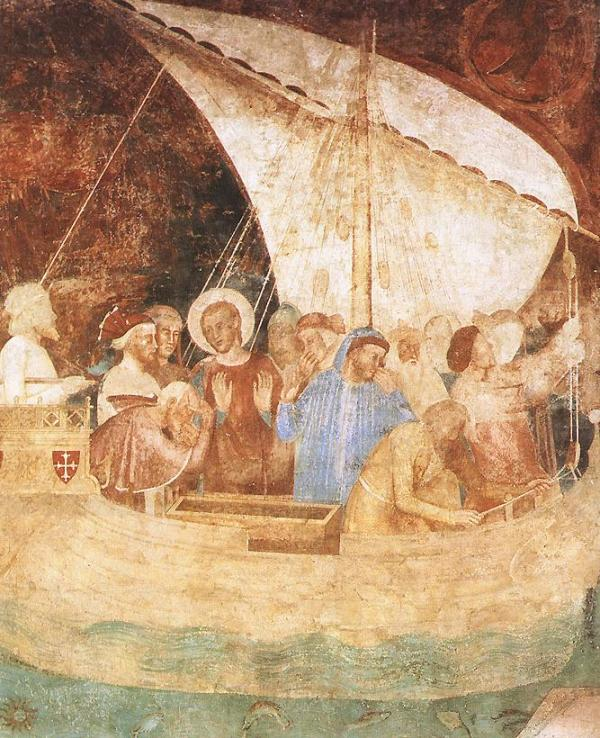
Сцена из жизни св. Райнерия. фреска. Пиза, Кампосанто

- 1. «Обращение св. Райнерия» (337 см х 767 см), в которой содержатся три сюжета из жития святого,
- 2. «Св. Райнерий на Святой Земле» (335 см х 779 см), в которой художник изобразил пять разных сюжетов
- 3. «Искушение и чудеса св. Райнерия» (346 см х 795 см), в которой написаны три искушения, которым подверг св. Райнерия дьявол, и два чуда, сотворённые святым — укрощение диких зверей, и чудо с хлебом, оставшимся целым, после кормления десяти человек

Часть этих фресок была утрачена уже к XVIII веку, пожар произошедший во время Второй мировой войны в 1944 году нанёс ещё больший ущерб, поскольку выгорел верхний красочный слой, и живопись потеряла цвет. В 1947—1948 годах их сняли со стены, в 1952 году перенесли на асбестоцементные листы, и с тех пор фрески хранятся в пизанском Музее синопий. Некоторые исследователи видят в этих фресках элементы сиенского влияния, в частности, творчества Амброджо Лоренцетти. Крупный итальянский учёный Энцо Карли весьма негативно отзывался об Андреа Бонайути в свете этих росписей («…плоский и посредственный иллюстратор, слабый последователь Орканьи и Нардо ди Чоне, находящийся под влиянием Джованни да Милано». E. Carli, La Pittura a Pisa, 1994). Исследователи связывают низкое качество фресок с тем, что Андреа во время их исполнения уже чувствовал себя больным, причём настолько, что, не закончив этот цикл, отправился во Флоренцию, где жила его семья, чтобы составить завещание. Согласно документам, 13 октября 1378 года художник получил плату за три фрески в Кампосанто от Оperaio del Duomo (то есть ответственного работника собора) Людовико Орселли, а 2 ноября 1377 года он уже был во Флоренции, так как этой датой помечено его завещание. Андреа так и не вернулся в Пизу, чтобы завершить начатое; между 16 мая и 2 июня 1379 года художник скончался, оставив своей вдове и единственному сыну Бартоломео очень скромное наследство.
Кроме перечисленных произведений художнику приписывают:
- Портативный алтарь «Мадонна с младенцем и святыми; Благовещение; Рождество; Распятие» 1360—1380, Флоренция. Галерея Беллини
- «Предстоящие» фрагмент, 1360—1380, Милан, частное собрание
- «Восемь святых, стоящих на коленях», панель полиптиха, 1360—1380, местонахождение неизвестно
- «Святой Доминик» 1360—1380, Рим
- «Блаженный Пьетро Петрони да Сиена», деталь полиптиха, 1365—1370, Беркли, Епископальный студенческий центр
- «Св. Августин, Св. Юлиан, Св. Павел и Архангел Михаил», пределла алтаря, 1360—1380, Ватикан, Пинакотека.
- «Св. Пётр-мученик вручает знамёна главам Кампаньи санта Мария дель Бигалло», 1355—1360, Флоренция, Музей Бигалло
- «Св. Папа римский», панель полиптиха, 1361—1370, Альтенбург, Музей Линденау
- «Св. Андрей», панель полиптиха, 1361—1370, Альтенбург, Музей Линденау
- «Св. Николай Барийский», панель полиптиха, 1360—1370, Хьюстон, Музей изящных искусств
- «Св. Варфоломей», панель полиптиха, 1360—1370, Хьюстон, Музей изящных искусств
- «Св. Елизавета Венгерская», панель полиптиха, 1360—1370, Хьюстон, Музей изящных искусств
- «Св. Агнесса», панель полиптиха, 1360—1370, Хьюстон, Музей изящных искусств
- «Св. Пётр и Св. Бенедикт», панель полиптиха, 1360—1380, местонахождение неизвестно
- «Коронование Марии ангелами» витраж в церкви Санта-Мария-Новелла, Флоренция
- «Благовещение», навершие створок, 1360—1380, Неаполь, Галерея Каподимонте
- «Мадонна с младенцем и святыми», 1355—1360, Флоренция, вилла Татти
- «Распятие», 1360—1370, Кливленд, Музей искусства